# غردينية أورفيلية
غردينية أورفيلية (الاسم العلمي:Gardenia urvillei) هي نوع من النباتات يتبع جنس الغردينية من الفصيلة الفوية. سمي هذا النوع نسبةً إلى عالم النبات والمستكشف والضابط بحري والأميرال الخلفي الفرنسي جول دومون دو أورفيل.